# Héraclite (commentateur)
Pour les articles homonymes, voir Héraclite (homonymie).
Héraclite (en grec ancien Ἡράκλειτος / Hērákleitos) est un auteur et grammairien du Ier siècle apr. J.-C. (?).
Nous ne savons rien de sa vie, si ce n'est qu’il vécut aux alentours du Ier siècle apr. J.-C., sous le règne d'Auguste ou celui de Néron.
S'inscrivant dans la longue tradition des commentateurs et scholiastes grecs se livrant à une exégèse allégorique d'Homère, il est l’auteur d’un traité connu sous le nom d'Allégories d’Homère ou Problèmes homériques. Suivant scrupuleusement l’ordre des chants de l’Iliade, puis de l’Odyssée, il y livre une série de lectures allégoriques. Ses interprétations se veulent une défense d’Homère, contre certains auteurs comme Platon, accusant le poète d'impiété. À titre d'exemple, le célèbre épisode des amours d'Arès et Aphrodite, piégés durant leurs ébats par Héphaïstos et exposés à la moquerie des dieux, ne doit pas être vu comme immoral : il représente au contraire l'union de l'Amour et de la Haine (deux éléments présents dans la cosmologie d'Empédocle), ce qui explique les rires et réjouissances des dieux ; il est également une allégorie du travail de la forge. Les lectures proposées sont de trois ordres : l’exégèse physique, où les divers éléments des poèmes homériques sont mis en correspondance avec des forces ou des éléments du monde naturel ; l’exégèse morale, qui met en lumière des messages cachés à visée édifiante ; l’exégèse historique, qui s’applique à donner une explication rationnelle à certains passages, comme la pratiquent Paléphatos, Polybe ou Strabon.
L’auteur s’appuie sur des sources diverses, comme Apollodore, Hérodicos de Babylone ou Cratès de Mallos. Largement tributaire de sources de nature stoïcienne, il ne met cependant pas son traité au service d'une doctrine philosophique et n’a vraisemblablement été inféodé à aucune école.